# Betty Kolodzy

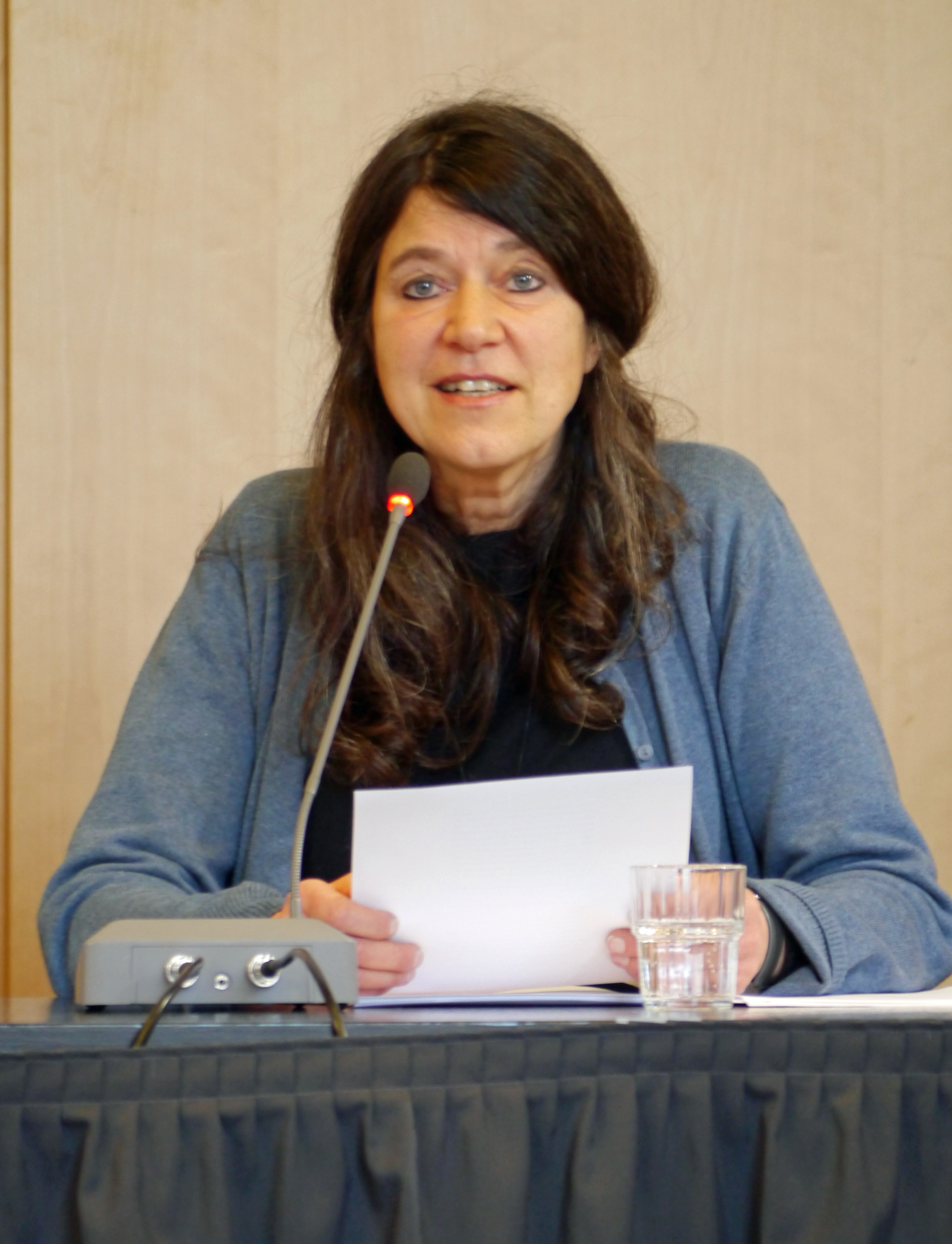
Betty Kolodzy (2018)

Betty Kolodzy (* 1963 in Wolfenbüttel) ist eine deutsche Schriftstellerin.

## Leben
Kolodzy wuchs ab ihrem ersten Lebensjahr in München auf. Sie machte in München und Berlin Ausbildungen zur Fremdsprachenkorrespondentin für Französisch/Spanisch und Kommunikationswirtin. Aufenthalte in London, Marseille, Granada, Istanbul. 2012 nahm sie am Projekt „Stadtrand+“ der Literarischen Woche Bremen teil. 2012/2013 lehrte sie Kreatives Schreiben an der Universität Bremen, 2013/2014 an der School of Architecture der Hochschule Bremen und 2014/2015 Literarisches Schreiben an der Hochschule Osnabrück, Fachbereich Landschaftsarchitektur. 2016/2017 begleitet Kolodzy den „Bremer Schulhausroman“ in Kooperation mit dem Literaturhaus Bremen und dem Jungen Literaturlabor JULL, Zürich. 2016 initiierte sie das Schreibprojekt Heimat:Sprache für Menschen mit Fluchthintergrund. Seit 2018 hat sie Lehraufträge für Kreatives Schreiben an der Universität Bremen.
Kolodzy ist Mitglied des Verbandes Deutscher Schriftsteller.

## Auszeichnungen
- 2013: Autorenstipendium des Bremer Kultursenats für den Roman Lux und Leben
- 2014: Wiener Werkstattpreis/Publikumspreis
- 2014: Stipendium des Bremer Literaturkontors in den Künstlerhäusern Worpswede für den Roman Im Sommer kommen die Fliegen
- 2016: Arbeitsstipendium des Landes Sachsen-Anhalt im Kunsthof Dahrenstedt
- 2019: Bremer Frauenkulturförderpreis des Senators für Kultur[3][4]
- 2023: Bremer Frauenkulturförderpreis des Senators für Kultur

## Bücher
- Reinverlegt! Roman. michason & may, Frankfurt 2012, ISBN 978-3-86286-014-2.
- Ali, der Tinnitus und ich. Roman. Bremen 2010, ISBN 978-3-933995-64-3 und michason & may, Frankfurt 2012, ISBN 978-3-86286-026-5.
- Schöner Schwimmen. Literatur-Quickie, Hamburg 2012, ISBN 978-3-942212-59-5.
- Istanbul Walking. Erzählungen. Bremen 2010, ISBN 978-3-933995-50-6. und michason & may, Frankfurt 2012, ISBN 978-3-86286-025-8.
- Bremen Walking. Erzählungen. michason & may, Frankfurt, 2013, ISBN 978-3-86286-028-9.
- Berlin Walking. Mit Peter Koebel. Erzählungen. michason & may, Frankfurt 2014, ISBN 978-3-86286-039-5.
- Lux und Leben. Roman. michason & may, Frankfurt 2015, ISBN 978-3-86286-043-2
- Im Sommer kommen die Fliegen. Roman. michason & may, Frankfurt 2016, ISBN 978-3-86286-051-7
- Wie mir Herr Karl mein letztes Hemd entwarf. Kurzgeschichten. Literatur Quickie Verlag, Hamburg 2017, ISBN 978-3-945453-31-5
- Denk ich an Elster. Kurzgeschichte. Literatur Quickie Verlag, Hamburg 2019, ISBN 978-3-945453-58-2
- Urlaub vom Ich. Kurzgeschichte. Literatur Quickie Verlag, Hamburg 2023, ISBN 978-3-949512-25-4

## Beiträge in Anthologien und Künstlerbüchern (Auswahl)
- Der Baum brennt schon wieder. michason & may, Frankfurt 2012, ISBN 978-3-86286-023-4.
- Die Großstädter. Septime Verlag, Wien 2012, ISBN 978-3-902711-10-6.
- BENIMI Mein Istanbul. Edition Esefeld & Traub, Stuttgart 2017, ISBN 978-3981812800<.
- Reinhold Engberding: VEST oder Der Himmel ist meine Hose. Textem Verlag, Hamburg 2020, ISBN 978-3-86485-251-0
- Kornelia Hoffmann, Rainer Beßling: WarteStelle. nomen nominandum buch, Bremen, 2022, ISBN 978-3-948628-02-4
- Wie ein Fisch im Wasser. Diogenes, Zürich 2023, ISBN 978-3-257-24695-7

## Adaption
2011 wurde Istanbul Walking im Theater Bremen von Tomas Bünger inszeniert, Tänzer und choreografischer Assistent des Bremer Tanztheaters. Kolodzy entwickelte den Soundtrack. Das Bühnenbild entwarf Bugrahan Sirin.